# Кривий потік (притока Врбички)
Кривий потік (словац. Krivý potok) — річка в Словаччині, права притока Врбички, протікає в окрузі Ліптовський Мікулаш.
Довжина приблизно 5.0-5.5 км. Витік знаходиться в масиві Західні Татри (геоморфологічна підодиниця Ліптовські Татри — схил гори Широкої; на висоті близько 1720 метрів. Протікає територією села Ж'яр.
Впадає у Врбичку на висоті приблизно 780—785 метрів.